# Frederico de Hesse e Reno
Frederico Guilherme Augusto Victor Leopoldo Luís de Hesse e do Reno (Darmstadt, 7 de outubro de 1869 - Darmstadt, 29 de maio de 1873) foi o quinto filho e segundo rapaz nascido do grão-duque Luís IV, Grão-duque de Hesse e da sua esposa, a princesa Alice do Reino Unido, filha da rainha Vitória.
Com apenas alguns meses de idade, foi-lhe diagnosticada hemofilia e ele acabaria por morrer em consequência desta com apenas dois anos e meio de idade. Era irmão mais velho da futura czarina da Rússia Alexandra Feodorovna, cujo filho sofreria da mesma doença.

## Biografia
Frederico era chamado de "Frittie" pela família e era descrito como alegre e inquieto apesar da sua doença. Um dos seus nomes (Leopoldo), foi-lhe dado em honra do seu tio, Leopoldo, Duque de Albany que era também um dos seus padrinhos. Alexis Nikolavichi, seu sobrinho era descrito como parecido consigo.
A sua doença, hemofilia, foi diagnosticada alguns meses antes da sua morte prematura, em Fevereiro de 1873, quando a pequena criança cortou acidentalmente a orelha e sangrou durante três dias apesar dos esforços dos médicos e dos pais para cicatrizar a ferida. O diagnóstico foi recebido com surpresa entre as famílias reais europeias, uma vez que tinham passado já vinte anos desde que fora diagnosticada ao príncipe Leopoldo e o novo diagnóstico provava que não tinha sido, definitivamente erradicada.
Em finais de maio de 1873, Frederico e o seu irmão Ernesto estavam a brincar no quarto da mãe. Ernesto correu até outro quarto que ficava ao lado e espreitou pela janela para o seu irmão mais novo. Alice saiu do quarto dela para ir tirar Ernesto de perto da janela e, quando o fez, Frederico subiu para uma cadeira ao pé de uma janela aberta para poder ver melhor o irmão. A cadeira caiu e Frederico deu uma queda de cerca de dois metros de altura, aterrando num arbusto que ficava por baixo. Sobreviveu à queda e poderia ter sido apenas um pequeno acidente se não fosse um hemofílico. Morreu apenas algumas horas mais tarde em consequência de uma grave hemorragia cerebral.

## Legado
Após a morte de Frederico, a sua desgostosa mãe costumava passar longas horas a rezar junto da campa e marcava sempre aniversários de pequenos eventos ocorridos ao longo da sua curta vida. O seu irmão Ernesto contou à mãe que preferia que a família morresse toda junta e não sozinha "como o Frittie". Duas das irmãs de Frederico, Irene e Alexandra, também tiveram filhos hemofílicos.